# Radio Algérie Internationale
 (décembre 2011).
Si vous disposez d'ouvrages ou d'articles de référence ou si vous connaissez des sites web de qualité traitant du thème abordé ici, merci de compléter l'article en donnant les références utiles à sa vérifiabilité et en les liant à la section « Notes et références ».
Radio Algérie Internationale (abrégée en RAI) est une station publique algérienne, faisant partie intégrante de l'Entreprise nationale de radiodiffusion sonore.

## Présentation et programmation
Elle diffuse en quatre langues : l'arabe, l'espagnol, l'anglais et le français. Elle vise à promouvoir un regard algérien sur les questions importantes d'actualité internationale. Elle compte soixante journalistes. Son directeur était depuis sa création Mohsen Krim Slimani, à qui Abdelkader Boudjella a succédé en 2017.
Ses programmes sont centrés sur les questions d’actualité internationale et sur la position de l’Algérie sur ces questions. Elle se veut « ouverte sur le monde » et s’intéresse à ce qu’y font les autres médias.

## Histoire
Radio Algérie Internationale a émis ses premières ondes le 19 mars 2007, devenant la première radio du pays diffusant un bloc d'informations en continu de l’histoire de l’Algérie.

## Organisation

### Animateurs
- Amine Esseghir : La Chronique politique
- Amina Bouamari : Dimanche Sport
- Bilal Boussam : Amgarpi Rendez-vous
- Nesrine Charikhi : 100 % politique
- Smaïl Berhaïl : Contre-attaque
- Kenza Bouchenak : Revue de l'Afrique

## Diffusion
- Diffuseur FM sur le territoire national : 101.5, 104.2 et 95.6.
- Diffuseur satellite : Arabsat et Nilesat pour les pays arabes et moyen-orientaux, Alcomsat-1 et SES-4 pour l’Afrique, Hotbird pour l’Europe et Galaxy pour l’Amérique.